# Taipalelahti
Taipalelahti är en vik i Finland. Den ligger i landskapet Egentliga Finland, i den sydvästra delen av landet, 210 km väster om huvudstaden Helsingfors.
Taipalelahti och skiljer tillsammans med Kulju ön Pyhämaa från fastlandet.